# Архипович, Анатолий Аврамович
Анатолий Аврамович Архипович (8 мая 1925 — 13 апреля 2015) — советский и украинский морфолог, доктор медицинских наук (1974), профессор (1976).

## Биография
Родился 8 мая 1925 года в Киеве. Участник Великой Отечественной войны. Награждён орденами Славы III степени, Отечественной войны II степени и медалями.
В 1951 году окончил Киевский стоматологический институт. В 1951—1955 годах работал старшим лаборантом, с 1955 года — ассистентом, с 1962 года — доцентом. С 1977 года — профессор кафедры нормальной анатомии Киевского медицинского института имени А. А. Богомольца.
В 1974 году защитил докторскую диссертацию на тему «Микроваскуляризационная система твёрдой оболочки головного мозга человека». Воспитанник киевской анатомической школы, ученик профессора М. С. Спирова.
Автор более 100 научных работ, посвящённых изучению сосудистого русла различных органов в норме и в эксперименте: коллатерального лимфообращения при экспериментальном стенозе грудного протока и морфологии лимфатических капилляров, коллатерального кровообращения в системе артерий таза, конечностей и брюшной аорты.
В 2011 году Архиповичу была назначена президентская стипендия.
Анатолий Архипович умер 13 апреля 2015 года, похоронен на Байковом кладбище.

## Труды
- Распределение гладкомышечных элементов в стенке кровеносных сосудов твердой оболочки головного мозга человека // МР. 1972. № 4;
- Структурная организация звеньев микроциркуляторного русла твёрдой оболочки головного мозга человека // Вопр. морфологии микроциркулятор. русла. К., 1974;
- Основные этапы формирования звеньев кровеносных сосудов твёрдой оболочки головного мозга человека во внутриутробном периоде развития // Там же. К., 1975;
- К особенностям строения геномикроциркуляторного русла в функционально различных органах человека // Тез. докл. 7-й Укр. респ. конф. АГЭ, посвящ. 100-летию акад. В. П. Воробьева. Х., 1976 (соавт.).